# Berkan Kutlu
Berkan İsmail Kutlu (Monthey, 25 januari 1998) is een Turkse voetballer die doorgaans speelt als defensieve middenvelder. In 2021 tekende hij voor Galatasaray.

## Clubcarrière
Kutlu begon zijn carrière bij FC Monthey, de lokale amateurclub van zijn geboorteplaats. In 2018 maakte hij de overstap naar FC Sion, waar hij in de jeugd begon, maar opklom naar het eerste elftal. In de zomer van 2020 maakte hij een transfer naar Alanyaspor, waar hij na een seizoen werd overgenomen door Galatasaray.

## Internationale carrière
Berkan Kutlu is geboren in Zwitserland met roots in Turkije. Hij bezit de nationaliteiten van beide landen. In 2020 werd hij opgeroepen voor het U21 elftal van Turkije. Op 8 oktober 2021 maakte hij zijn debuut voor het Turks voetbalelftal.

4 Jakobs ·
5 Aydın ·
6 Sánchez ·
7 Sallai ·
8 Sara ·
9 Icardi ·
10 Sané ·
11 Akgün ·	
17 Elmalı ·
18 Kutlu ·
19 Güvenç ·
21 Kutucu ·
22 Zaniolo ·
23 Ayhan ·
24 Jelert ·
25 Nelsson ·
26 Cuesta ·
27 Köhn ·
30 Demir ·
33 Gürpüz ·
34 Torreira ·
42 Bardakcı ·
45 Osimhen ·
50  J. Yılmaz ·
53 B. Yılmaz ·
77 Morata ·
81 Bülbül ·
83 Akman ·
88 Karataş ·
90 Baltacı ·
91 Ünyay ·
99 Lemina ·
Coach: Buruk